# Нья

33 буквы бирманского письма

Нья, ньа или ньяджи (больная нья) — 10-я буква бирманского алфавита, в сингальском пали соответствует букве талуджа насикая, в тайском пали соответствует букве йойинг (ญ). В бирманском слоге может быть или инициалью, или финалью ньятэ. Отдельной разновидностью буквы нья является знак ньякалей (малая нья), ньякалей встречается только в качестве финали слога.

## Нья инициаль
Просто буква нья обозначает слово «ночь». Как инициаль нья может образовывать три бжитвэ:
- Ньявасвэнью  (Нью-).
- Ньяхатхохнья  (Хнья-).
- Ньявасвэхатхохнью  (Хнью-).

## Ньятэ
Ньятэ, как правило, читается как «-И», но в некоторых исключениях читается как «-Э».
- Ди — катавибэ, показатель подлежащего.
- Лэ — наматхауписи, наречие «тоже».

Ньялейтэ  — ньякалей со знаком этэ читается как финаль «-ИН».